# Vadgesztenye

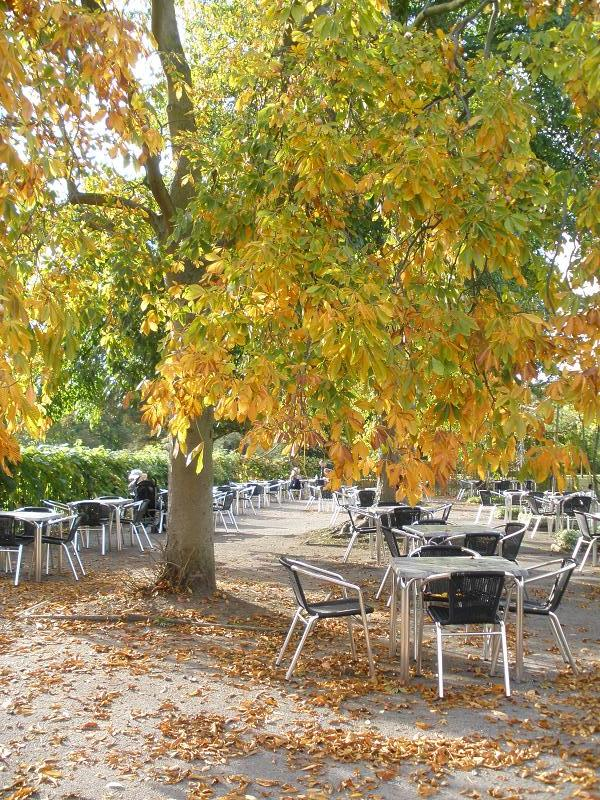
Közönséges vadgesztenye (Aesculus hippocastanum) őszi színekben

A vadgesztenye (Aesculus) a szappanfavirágúak (Sapindales) közé tartozó szappanfafélék (Sapindaceae) családjának egyik legismertebb nemzetsége mintegy 15 fajjal. Egyéb nevei: bokrétafa, lógesztenye.

## Származása, elterjedése
A nemzetség holarktikus – Észak-Amerikában több faja él, mint Európában. A fajok többsége a mediterrán éghajlatot kedveli, de némelyik (például a közönséges és a hússzínű vadgesztenye) a Kárpát-medencében is megél.

## Megjelenése, felépítése
A vadgesztenyefajok fák vagy bokrok. A fák koronája általában terebélyes. Átellenesen álló, ujjasan összetett, hosszú nyelű levelei 5–9 visszás tojásdad alakú, fűrészes élű levélkéből állnak. A levélkék válla elkeskenyedik, a csúcsuk hegyes. A levelek erezete élre futó, szárnyas.
Két-, illetve háromszínű virágaik nagy, felálló bugákba állnak össze. Termésük hasonló a gesztenye (Castanea) fajokéhoz, azokénál kevésbé tüskés, bőrszerű tok. A magvakon nagy köldökfolt látszik.

## Életmódja, élőhelye, termesztése
Lombhullató. Homokos és agyagos talajokon is megél.
Magvait ősszel vagy tavasszal, lehetőleg előcsíráztatás után a szabadba vetik – köldökfolttal lefelé, barázdákba. A kertészeti változatokat tavasszal oltással vagy nyár elején szemzéssel közönséges vadgesztenye (Aesculus hippocastanum) alanyon szaporítják. A cserjés vadgesztenye (Aesculus parviflora) feltöltéses bujtással és gyökérdugványról is szaporítható.

## Felhasználása
A közönséges vadgesztenye az aranyér, a vénás és hajszálér-keringési elégtelenség kezelésére ajánlott egyéb érerősítő növényekkel együtt, mint például a nagylevelű csodamogyoró, a kanadai aranygyökér és a szilvalevelű bangita. A modern gyógyászatban felhasznált része a mag (korábban a kérgét és a levelét is használták, de ma már ez nem jellemző), amely nagy keményítőtartalma miatt takarmányként is használható, bár enyhén mérgező.
Magja 10-30% triterpén szaponinokat (eszcin) tartalmaz, mely felületaktív anyag alkalmassá teszi, hogy hatékony házi-mosószert készítsenek belőle.

## Károsítói
A vadgesztenyelevél-aknázómoly (Cameraria ohridella) 1985-ben jelent meg Macedóniában. 2000-ben már Közép- és Kelet-Európában is általánosan elterjedt. Különösen a városokban ültetett fákat fertőzi.

## Rendszertani felosztása
A nemzetséget 5 fajcsoportra tagolják:
- Aesculus fajcsoport (Aesculus sect. Aesculus) 2 fajjal:
  - közönséges vadgesztenye (Aesculus hippocastanum)
  - Aesculus turbinata
- Calothyrsus fajcsoport (Aesculus sect. Calothyrsus) 4 fajjal:
  - Aesculus assamica
  - kaliforniai vadgesztenye (Aesculus californica)
  - kínai vadgesztenye (Aesculus chinensis)
  - indiai vadgesztenye (Aesculus indica)
- Macrothyrsus fajcsoport (Aesculus sect. Macrothyrsus) 1 fajjal:
  - cserjés vadgesztenye (Aesculus parviflora)
- Parryana fajcsoport (Aesculus sect. Parryana) 1 fajjal:
  - Aesculus parryi
- Pavia fajcsoport (Aesculus sect. Pavia) 4 fajjal:
  - sárga vadgesztenye (Aesculus flava)
  - mérges vadgesztenye (ohioi vadgesztenye, Aesculus glabra)
  - vörös vadgesztenye (Aesculus pavia)
  - Aesculus sylvatica

Hibrid:
- hússzínű vadgesztenye (piros virágú vadgesztenye, korcs vadgesztenye, Aesculus × carnea)
- Aesculus × neglecta